# Ватанабе Масасі
Масасі Ватанабе (яп. 渡辺 正, нар. 11 січня 1936, Хіросіма — пом. 7 грудня 1995, Тіба) — японський футболіст, що грав на позиції нападника. По завершенні ігрової кар'єри — футбольний тренер.
Виступав, зокрема, за «Явата Стіл» та національну збірну Японії.

## Клубна кар'єра
У дорослому футболі дебютував 1954 року виступами за команду «Явата Стіл», в якій провів чотири сезони.
Протягом 1958—1962 років захищав кольори команди Університету Ріккіо.
1962 року повернувся до клубу «Явата Стіл», який з 1970 року став іменуватись «Ніппон Стіл». Цього разу провів у команді 9 років. Завершив професійну кар'єру футболіста виступами за команду «Ніппон Стіл» у 1971 році.

## Виступи за збірну
1958 року дебютував в офіційних матчах у складі національної збірної Японії. Протягом кар'єри у національній команді, яка тривала 12 років, провів у формі головної команди країни 39 матчів, забивши 12 голів.
У складі олімпійської збірної Японії завоював бронзові медалі літніх Олімпійських ігор у Мехіко (1968), а також був учасником домашніх ігор 1964 року.

## Кар'єра тренера
Розпочав тренерську кар'єру, ще продовжуючи грати на полі, 1969 року, очоливши тренерський штаб клубу «Ніппон Стіл».
В 1980 році недовго очолював збірну Японії.
Останнім місцем тренерської роботи була команда Університету Ріккіо, головним тренером команди якого Масасі Ватанабе був у 1984—1986 роках.
Помер 7 грудня 1995 року на 60-му році життя у місті Тіба від серцевої недостатності.

## Статистика виступів

### Статистика клубних виступів
| Сезон | Команда       | Чемпіонат | Чемпіонат | Чемпіонат |
| Сезон | Команда       | Ліга      | Ігор      | Голів     |
| ----- | ------------- | --------- | --------- | --------- |
| 1965  | «Явата Стіл»  | ЯФЛ       | ?         | ?         |
| 1966  | «Явата Стіл»  | ЯФЛ       | ?         | ?         |
| 1967  | «Явата Стіл»  | ЯФЛ       | ?         | ?         |
| 1968  | «Явата Стіл»  | ЯФЛ       | ?         | ?         |
| 1969  | «Явата Стіл»  | ЯФЛ       | ?         | ?         |
| 1970  | «Ніппон Стіл» | ЯФЛ       | ?         | ?         |
| 1971  | «Ніппон Стіл» | ЯФЛ       | ?         | ?         |
|       | Усього        |           | 79        | 19        |

## Статистика виступів у національній збірній
| Збірна Японії | Збірна Японії | Збірна Японії |
| Роки          | Ігри          | голи          |
| ------------- | ------------- | ------------- |
| 1958          | 2             | 1             |
| 1959          | 8             | 4             |
| 1960          | 1             | 0             |
| 1961          | 6             | 1             |
| 1962          | 3             | 0             |
| 1963          | 5             | 3             |
| 1964          | 1             | 0             |
| 1965          | 3             | 0             |
| 1966          | 2             | 1             |
| 1967          | 3             | 1             |
| 1968          | 2             | 0             |
| 1969          | 3             | 1             |
| Усього        | 39            | 12            |

## Титули і досягнення
- Бронзовий призер Азійських ігор: 1966
- Бронзовий олімпійський призер: 1968